# Algimantas Butnorius
Algimantas Butnorius (nascut el 20 de novembre de 1946 - 30 d'octubre de 2017), va ser un jugador d'escacs lituà, que va jugar sota bandera soviètica, i que el 2007 va arribar a ser Gran Mestre, arran de la seva victòria al Campionat del món sènior.

## Resultats destacats en competició
Va guanyar el Campionat de Lituània en deu ocasions: els anys 1967, 1968 (empatat amb Vladas Mikėnas), 1970, 1972 (emptata amb Gintautas Piešina), 1973 (empatat amb Jegor Čiukajevas), 1975, 1976, 1980, 1982 i 1993.
Obtingué el títol de Mestre Internacional el 1983, i el de Gran Mestre el 2007, a conseqüència de la seva victòria al Campionat del món sènior d'aquell any.
El 2010, empatà als llocs 2n-4t amb Vitali Tseixkovski i Nikolai Pushkov al Campionat d'Europa Sènior d'escacs ràpids (el campió fou Víktor Kupréitxik).

### Participació en competicions per equips
Butnorius va representar Lituània a les Olimpíades d'escacs de 2000, 2004 i 2006 i al Campionat d'Europa per equips de 1999 i 2003.

## Força de joc
Segons Chessmetrics, al cim de la seva carrera, el setembre de 1983, el joc de Butnorius era l'equivalent a un Elo de 2538, i es trobaria en el lloc 243è del món. La seva millor actuació individual fou al Campionat de la Unió Soviètica a Riga, 1975, quan va fer 3 de 8 possibles punts (un 38%) contra una oposició mitjana de 2664, per una performance de 2578.
A la llista d'Elo de la FIDE de novembre de 2011, hi tenia un Elo de 2388 punts, cosa que en feia el jugador número 10 (en actiu) de Lituània. El seu màxim Elo va ser de 2457 punts, a la llista d'abril de 2002 (posició 1020 al rànquing mundial).

## Partides notables
- Viktor Kupreichik vs Algimantas Butnorius, Vitebsk 1970, Italian Game: Two Knights Defense, Traxler Counterattack (C57), 1/2-1/2
- Lajos Portisch vs Algimantas Butnorius, Leningrad 1969, Indian Game: West Indian Defense (E61), 0-1
- Algimantas Butnorius vs Garry Kasparov, Baku 1978, Neo-Grünfeld Defence: Classical Variation (D78), 1/2-1/2
- Algimantas Butnorius vs Anatoly S Lutikov, URS-chT 1975, Philidor Defense: Exchange Variation (C41), 1-0